# ضد تک‌سلولی
عوامل ضد تک‌سلولی (Antiprotozoal agents)، (کد ATC: ATC P01) یک دسته از داروهای مورد استفاده در درمان عفونت‌های مرتبط با تک‌سلولی‌ها (پروتوزوئا) است.
یک گروه پارافیلتیک از تک‌سلولی‌ها اشتراکات کمی با یکدیگر دارند، در نتیجه، عوامل مؤثر بر یک پاتوژن ممکن است در برابر پاتوژنی دیگر مؤثر نباشند.
عوامل ضد تک‌سلولی را می‌توان بر پایهٔ سازوکار یا بر پایهٔ نوع جاندار، گروه‌بندی کرد. مقالات اخیر همچنین استفاده از ویروس‌ها را برای درمان عفونت‌های ناشی از تک‌سلولی‌ها پیشنهاد کرده‌اند.

## کاربردهای پزشکی
ضد تک‌سلولی‌ها برای درمان عفونت‌های تک‌سلولی‌ای، مانند آمیبیاز، ژیاردیاز، کریپتوسپوریدیوز، میکروسپوریدیوز، مالاریا، بابزیوز، تریپانوزومیاز، بیماری شاگاس، لیشمانیوز و توکسوپلاسموز، مورد استفاده هستند. در حال حاضر، استفاده از بسیاری از داروهای مؤثر بر این‌گونه عفونت‌ها، به‌دلیل سمیت آن داروها، محدود شده‌است.

## اصطلاحات منسوخ‌شده
آغازیان (پروتیست‌ها) در گذشته، تک‌سلولی در نظر گرفته می‌شدند، اما اخیراً طبقه‌بندی موجودات تک‌سلولی‌ای، دستخوش تغییرات و توسعهٔ سریعی شده‌است، پروتیست‌ها در واقع یک ابررده از یوکاریوت‌ها هستند که شامل تک‌سلولی‌ها می‌شود.

## سازوکار
سازوکار داروهای ضد تک‌سلولی به‌طور قابل‌توجهی از دارو به دارو متفاوت است. به‌عنوان مثال، به‌نظر می‌رسد که افلورنیتین، دارویی که برای درمان تریپانوزومیاز استفاده می‌شود، اورنیتین دکربوکسیلاز را مهار می‌کند، در حالی‌که تصور می‌شود آنتی‌بیوتیک/ضد تک‌سلولیٔ آمینوگلیکوزید که برای درمان لیشمانیاز استفاده می‌شود، سنتز پروتئین را مهار می‌کند.

## مثال‌ها
- افلورنیتین
- فورازولیدون
- هیدروکسی کلروکین
- ملاسوپرول
- مترونیدازول
- نیفورسمیزون
- نیتازوکسانید
- اورنیدازول
- پارومومایسین سولفات
- پنتامیدین
- پیریمتامین
- کیناپیرامین
- رونیدازول
- تینیدازول